# Skellefteälven
Skellefteälven est un fleuve du nord de la Suède, un des plus longs du pays.

## Géographie
Skellefteälven prend sa source à partir du lac d'Ikesjaure, commune de Arjeplog, puis se dirige vers le sud-est à travers la Laponie en traversant une succession de lacs : Hornavan, Uddjaure et Storavan. Le fleuve poursuit son cours dans le comté de Västerbotten pour se jeter dans le golfe de Botnie près de Skellefteå, ville qui a donné son nom au fleuve.

## Hydrologie

### Principaux affluents
- Malån
- Petikån
- Finnforsån
- Bjurån
- Klintforsån

## Activités économiques
- Skellefteälven a été aménagé pour produire de l'énergie hydroélectrique.
- La pêche du saumon et de la truite est très pratiquée le long des berges de Skellefteälven.

## Principales villes traversées
- Arjeplog, Slagnäs, Skellefteå

## Sources
- (sv) Données sur la longueur des fleuves de Suède
- (sv) Données sur le débit et la surface du bassin des fleuves de Suède